# Bačetín
Bačetín är en ort i Tjeckien. Den ligger i den nordöstra delen av landet, 130 km öster om huvudstaden Prag. Bačetín ligger 461 meter över havet och antalet invånare är 364.
Terrängen runt Bačetín är platt åt sydväst, men åt nordost är den kuperad.Runt Bačetín är det ganska tätbefolkat, med 111 invånare per kvadratkilometer. Närmaste större samhälle är Náchod, 13,9 km norr om Bačetín. Omgivningarna runt Bačetín är en mosaik av jordbruksmark och naturlig växtlighet.